# Friedrichsthal (Wehrheim)
Friedrichsthal is een plaats in de Duitse gemeente Wehrheim, deelstaat Hessen, en telt 600 inwoners.

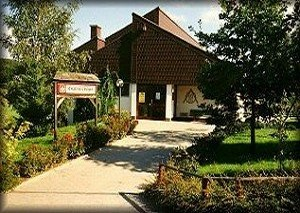
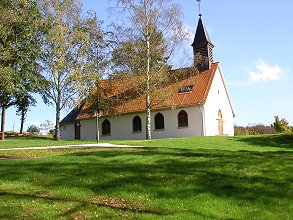